# Alina
Az Alina női név eredetére és jelentésére több magyarázat van: 1. az Adelina angol eredetű női név rövidülése, jelentése: nemes; 2. az Albina, Akilina nevek orosz becézője, jelentése: sas ill. nemes és barát; 3. az Ali férfinév női párja, jelentése: fennséges, fennkölt.

## Rokon nevek
Adelina, Albina, Akilina, Alinka

## Gyakorisága
Az újszülötteknek adott nevek körében az 1990-es években szórványosan fordult elő. A 2000-es és a 2010-es években sem szerepelt a 100 leggyakrabban adott női név között.
A teljes népességre vonatkozóan az Alina sem a 2000-es, sem a 2010-es években nem szerepelt a 100 leggyakrabban viselt női név között.

## Névnapok
június 17., július 28.

## Híres Alinák
„Alina” utónevű személyek szócikkeinek listája a Wikidata alapján
- Alina Ilnazovna Zagitova orosz olimpiai- és világbajnok műkorcsolyázó